# Dactylopterus volitans

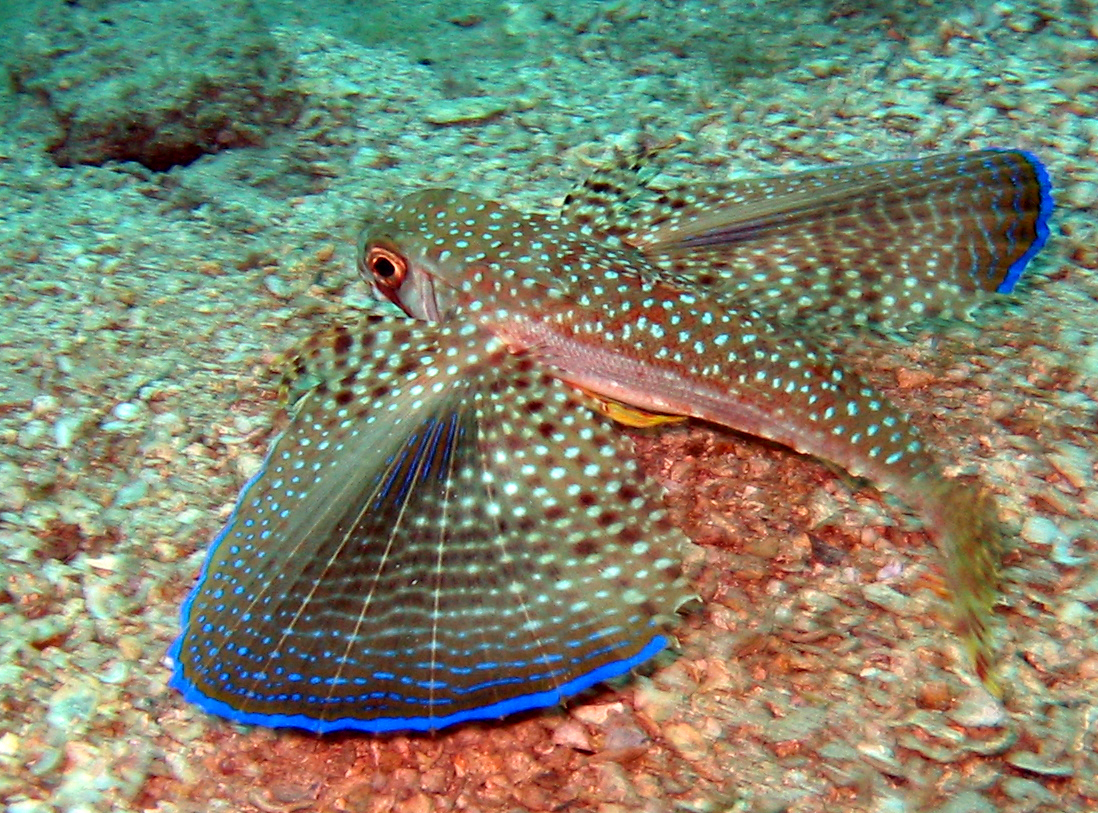
Coió em Ilha Grande, Brasil.

Dactylopterus volitans, conhecido pelo nome comum de coió, é um peixe teleósteo escorpeniformes, da família dos dactilopterídeos, encontrado na costa do Atlântico, em fundos de areia, cascalho e recifes.

## Descrição
A espécie chega a medir até 45 cm de comprimento, possuindo corpo cilíndrico e robusto de cor variável, geralmente marrom, com dorso manchado de azul e ventre claro, cabeça com espinhos e nadadeiras peitorais muito desenvolvidas.
Há relatos em que as suas nadadeiras peitorais abriguem glândulas portadoras de veneno.
Seu nome se deve ao fato de se locomover no fundo com auxílio das nadadeiras ventrais e, quando importunado, abre suas peitorais como asas, para amedrontar ou simular maior porte.
Também é conhecida pelos nomes de cajaléu, coró, falso peixe-voador, pirabebe, santo-antônio, voador, voador-cascudo, voador-de-fundo e voador-de-pedra.